# Clase Tashkent
La clase Tashkent o Proyecto 20 fue una clase de destructores de la armada soviética de la preguerra. Sólo se completó una única unidad.

## Diseño
El casco estaba remachado, tenía 15 compartimentos y un castillo de proa levantado y un puente cerrado simplificado. La maquinaria se componía de 2 turbinas Parsons que proporcionaban 130 000 cv
El armamento se componía de 3 torretas dobles de 130 mm, 2 cañones antiaéreos de 76 mm y 4 de 45 mm, pero posteriormente estos últimos fueron reemplazados por 6 cañones de 37 mm Así mismo estaba equipado con 9 tubos lanzatorpedos y un contenedor que albergaba 80 minas.

## Barcos

### Tashkent (Ташкент)
El Tashkent fue construido por los astilleros de OTO en Livorno, Italia en enero de 1937 y fue entregado al astillero de Nikolayev en agosto para que este lo completara de forma definitiva, siendo botado el 21 de noviembre. Fue completado en mayo de 1939 y entró en servicio a mediados de año. Aunque se decidió armarlo con 3 torres dobles de 130 mm., estas no estuvieron disponibles  en esa configuración sino hasta 1941, y, por lo tanto, los cañones de 130 mm. se montaron en 4 torretas simples. Como estaba pintado de azul claro, el Tashkent era conocido por su tripulación como el crucero azul. El Tashkent estuvo en servicio con la Flota del Mar Negro y combatió en el cerco de Sevastopol en donde aprovisionó buques aliados a través del bloqueo alemán. El 28 de junio de 1942, el Tashkent fue atacado por 3 Stukas y recibió 10 impactos próximos de bombas de 250 kilos y le entró agua en el casco. El Tashkent fue reflotado por el destructor Bditelniy y consiguió llegar a Novorossiysk el 2 de julio, pero dada la cantidad de agua en el casco (2000 toneladas), volcó antes de que pudieran amarrarlo. 
El Tashkent fue reflotado y desguazado en 1944.

### Kiev (Киев)
El Kiev fue construido por Nikolayev y botado en diciembre de 1940, pero se detuvo el trabajo durante la invasión alemana, cuando estaba finalizado en un 49.8%. El casco fue utilizado como blanco en 1950.

### Yerevan (Ереван)
El Yerevan fue construido por Nikolayev y botado en junio de 1941, pero se detuvo el trabajo durante la invasión alemana, cuando estaba finalizado en un 25.4%. El casco fue reflotado y desguazado en 1951.

### Perekop (Перекоп)
El Perekop fue construido por Nikolayev, pero nunca fue botado y quedó incompleto. Fue reflotado y desguazado por los alemanes.

### Ochakov (Очаков)
El Ochakov fue construido por Nikolayev, pero nunca fue botado y quedó incompleto. Fue reflotado y desguazado por los alemanes.

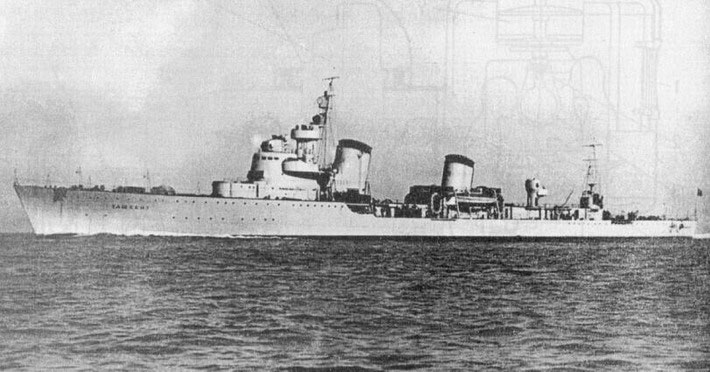
El Tashkent durante sus pruebas, sin armamento.
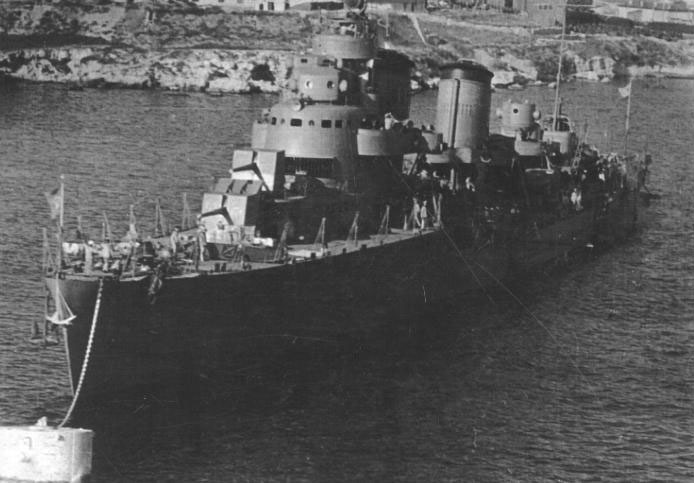
El Tashkent con los cañones de 130 mm montados en torres simples.
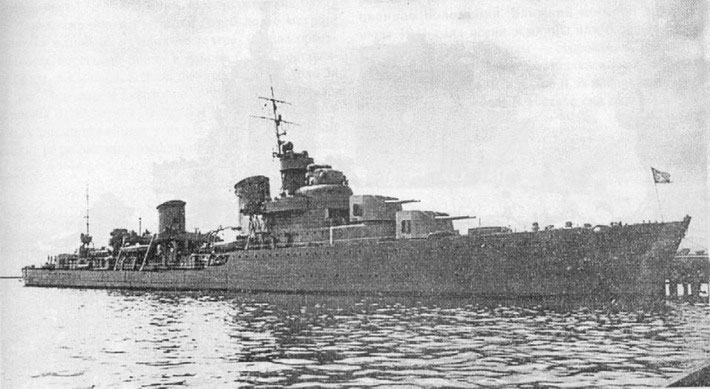
El Tashkent con los cañones de 13 mm montados en torres dobles.